# Laphria triligata
Laphria triligata är en tvåvingeart som beskrevs av Walker 1861. Laphria triligata ingår i släktet Laphria och familjen rovflugor. Inga underarter finns listade i Catalogue of Life.